# 御船千鶴子
御船 千鶴子（みふね ちづこ または ちずこ、1886年7月17日 - 1911年1月19日）は、透視能力を持つ超能力者と言われている日本の女性。福来友吉博士が彼女の能力について研究したことで知られる。

## 生涯

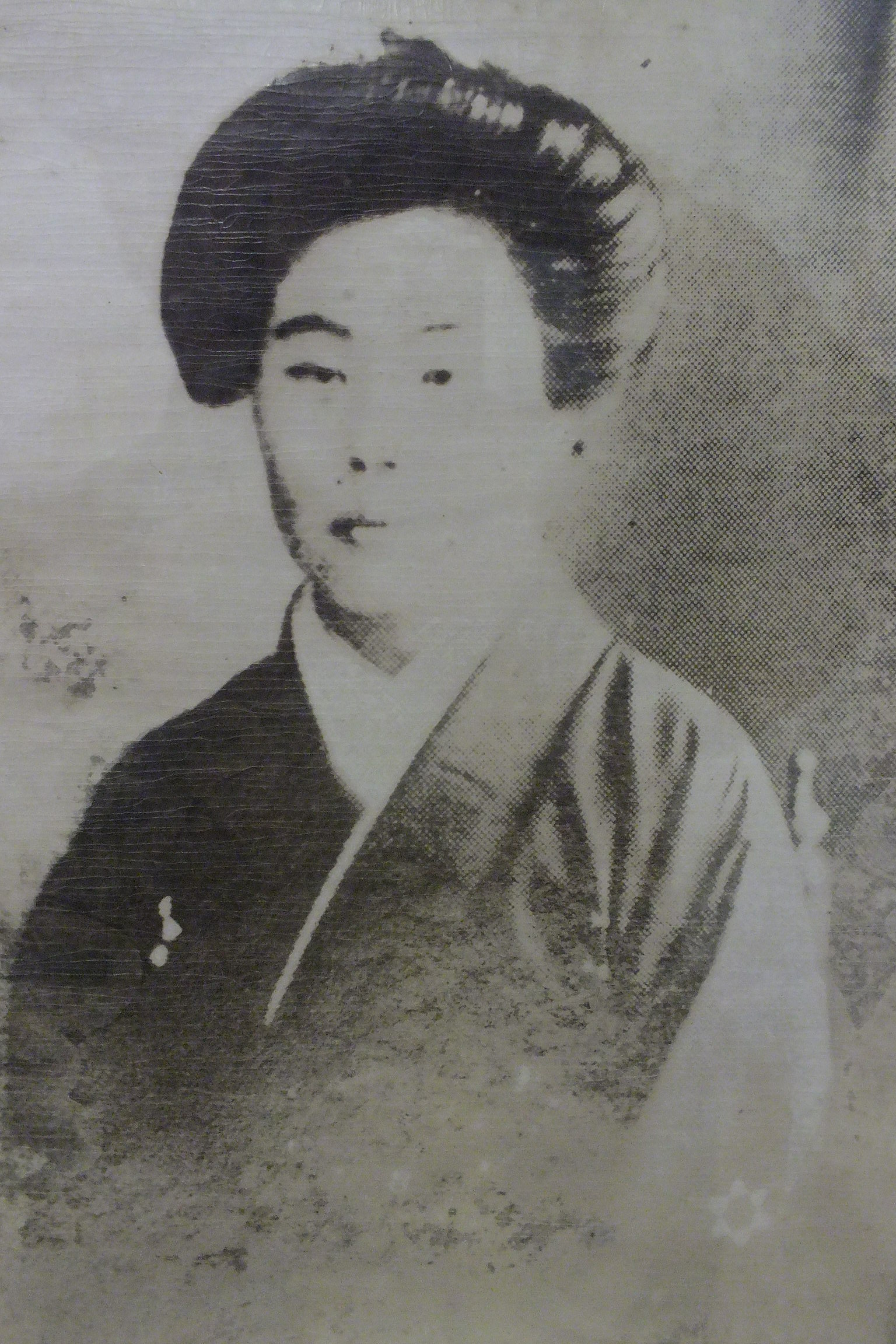
御船千鶴子（1910年）

1886年（明治19年）7月17日、熊本県宇土郡松合村（現・宇城市不知火町）にて、漢方医・御船秀益と、その妻・ユキの二女として生まれる。
生まれつき右の耳に難聴があった。宗教心が深く（特に観世音菩薩を篤く信仰）、極度の集中力の持ち主であった。
高等小学校卒業。在学中の成績はそれほど優秀とは言えなかったが、刺繍・茶道。礼式を好んだ。鶴城学館入学。一人の女教師の寵愛を受けるが、それが同期たちの気に障ったようでいじめを受け、女教師転任の後鶴城学館を中退。
1903年、姉の夫である清原猛雄が催眠術を行い始める。後に千鶴子を被験者にするようになる。清原が「お前は透視ができる」と暗示をかけてみたところ、千鶴子に透視能力が発現するきっかけとなる。日露戦争中の1904年6月15日、常陸丸がロシア帝国海軍に撃沈されるが、「第六師団の兵士は常陸丸に乗船しているか」透視するよう千鶴子に命じたところ、「第六師団はいったん長崎を発つが、途中で長崎に引き返したので常陸丸には乗っていない」と答えた。三日後、千鶴子の透視は的中していたと明らかになる。
1908年7月、清原は「催眠術なしでも無我の状態にあれば透視は可能。毎朝練習するように」と千鶴子に命じた。それから10日も経たないうちに千鶴子は梅の木の内部の虫を透視した。また、人体の透視と治療もできるようになった。ここでの治療とは、患部に手を触れて精神を集中するというものである。千鶴子の能力は評判となり、実家の医院には患者が集まった。
1908年、陸軍中尉・河地可謙と結婚。同居開始から3週間足らずで夫は満州に出征。1910年4月6日、協議離婚。福来友吉によると、夫も千鶴子も相手を嫌いだったわけではなく、離婚を悲しんだ。
1909年5月、熊本県立中学済々黌校長・井芹経平の訪問を受けた福来友吉（東京帝国大学文科大学助教授）は、千鶴子の能力について実験を行うと井芹に約束する。翌年2月には最初の通信実験（詳細は後述）を行う。千鶴子の透視能力の存在に驚いた福来は、「研究する価値は十分にある」という趣旨の発言を残している。
1910年（明治43年）4月10日、熊本の清原の自宅で、福来友吉と今村新吉（京都帝国大学医科大学教授）立ち会いのもと、透視実験を行う。普段は人々に背を向け、対象物を手に持って透視を行うが、このような実験では科学的な厳密性は保証できないと考えた福来は、今回に限り対象物に触れずに透視するよう求めた。このときは錫箔で包んだ厚紙のカードを透視できなかった。清原が用意した名刺を磁器の茶壺に入れ、錫の蓋をかぶせて封印したものを渡し、それに触れることを許可して透視させると、今度は名刺の文字を言い当てることができた。
1910年（明治43年）9月15日、物理学の権威で東京帝国大学元総長の山川健次郎が立ち会いのもと、透視実験を行った。水道管（鉛管）を押しつぶし、内部に封入した紙片の文字を透視してもらうというものである（鉛管の両端はハンダで閉じる）。人々に背を向けたり、場合によっては千鶴子が別室で透視することを認めたそれまでの実験方法では実験結果に説得力がないと考えた福来の発案である。20個の鉛管のうち3個について透視を「成功」させたものの、それは山川の用意したものではなく、福来が練習用に千鶴子に与えたものであったことが発覚する。この不審な経緯に、新聞は千鶴子の透視能力について否定的な論調を強めて行った。
福来の著書『透視と念写』にも、1910年秋に行った「通信実験」について、福来が千鶴子に送付した19通の封印つき封筒のうち「透視」が成功して帰って来たのは7通のみで、3通はうっかり火鉢に落として燃えてしまった、残りは疲れて透視できなかったという趣旨の記述がある。福来は単純に結果に驚愕したと書いているが、燃えたものはともかく、疲れてできない分は返送されていない。これは火鉢の湯気を当てて封を剥がし、綺麗に戻せたものだけを返送したと考えられている。学者たち立ち合いの上での実験でも、千鶴子は常に観察者に背を向けて10分以上時間をかけており、成功したのは封筒の透視である。これだけ時間をかければ、背後からは分からないよう手の先だけを動かしてつばで封をはがし、体温で乾かして元に戻すことは可能であろうとの指摘は当時から出ていた。
余談であるが、7通のうち完全的中が3通（わざと白紙を入れた封筒も的中）、残りの4通もよく似た形の文字と間違えるなど「見えて」いると一応解釈できる実験結果に対し、竹内久美子は「透視は、あっても不思議はない」と肯定的に評価している。
1911年（明治44年）1月18日午後3時、千鶴子は重クロム酸カリウムで服毒自殺を図り、翌日未明に死亡した。享年24。地元では、千鶴子の能力をカネに変えようとする実父と欲のない千鶴子の対立が背景にあると見ていた（一柳廣孝による）。墓は六地蔵公園（宇城市不知火町松合1983）の近くに現存。

## その他

### 大衆文化への影響
- 光岡明『千里眼千鶴子』文藝春秋、1983年1月、河出文庫 2010年。小説作品

リングシリーズ
鈴木光司の小説『リング』に登場する超能力者、山村貞子の母親のモデルである。作中では貞子の母「山村志津子」が、1950年代に大学教授に才能を見出されてマスコミを賑わすものの、衆目の前で鉛の容器に入れられたサイコロの目を当てる実験に失敗し、世間からのバッシングに耐え切れず自殺したという設定が語られている。

### フィルモグラフィ
- 新説!?日本ミステリー（テレ東、2008年4月22日）- 第1回
- 日本史サスペンス劇場（NTV、2008年11月12日）
- ザ!世界仰天ニュース（NTV、2014年11月5日）- レギュラー放送500回記念スペシャル
- 世界の何だコレ!?ミステリー（CX、2017年4月5日）
- 幻解!超常ファイル（NHK BSプレミアム、2021年4月8日）
- 『サンバリュ』の枠で「ファクトチェック～都市伝説では終わらせない～」（NTV、2021年5月2日）
- ダークサイドミステリーE+（Eテレ、2022年5月31日）

### テレビドラマ
- 木曜ゴールデンドラマ「霊感少女 愛と超能力に生きた青春」（読売テレビ、1980年9月25日）- 千鶴子を大竹しのぶが演じた[24][25]。